# Menjamel de clatell blanc occidental
El menjamel de clatell blanc occidental (Melithreptus chloropsis) és un ocell de la família dels melifàgids (Meliphagidae).

## Hàbitat i distribució
Habita els boscos del sud-oest de Austràlia Occidental.